# Sylvia Hoeks
Sylvia Hoeks, född 1 juni 1983 i Maarheeze i Nederländerna, är en nederländsk skådespelerska och före detta fotomodell. Efter att ha arbetat en tid som fotomodell satsade Hoeks på skådespeleri. Hoeks tilldelades priset bästa skådespelerska vid Festroia International Film Festival för sin roll i filmen De Storm. Hon spelade en av huvudrollerna i filmen Tirza som tilldelades priset bästa film vid samma festival. Efter roller i ett flertal europeiska filmer debuterade Hoeks i amerikanska filmer med en roll i Blade Runner 2049. I The Girl in the Spider's Web spelar Hoeks rollen som Camilla Salander.